# Hammaptera semiobliterata
Hammaptera semiobliterata är en fjärilsart som beskrevs av W. Warren 1895. Hammaptera semiobliterata ingår i släktet Hammaptera och familjen mätare. Inga underarter finns listade i Catalogue of Life.